# Tomis
Tomis fue la ciudad capital de Moesia Inferior, en la costa occidental del Ponto Euxino, próxima a Bizancio, y corresponde a la actual Constanza, en Rumanía. Fue una colonia griega fundada por Mileto en el siglo VI a. C.

## Historia

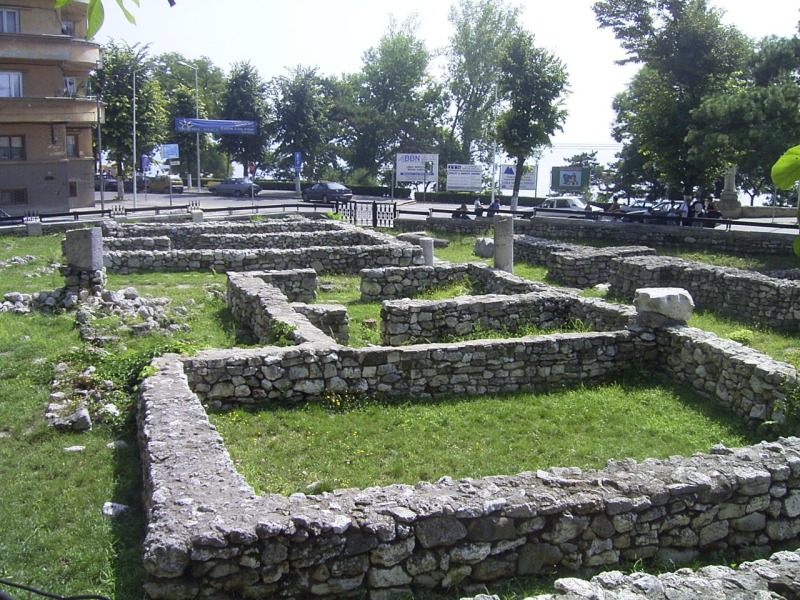
Restos de la antigua Tomis en Constanza.

Su nombre se quiere hacer derivar de la reina Tomiris de los masagetas, uno de los pueblos escitas, pero es más conocida por haber sido el lugar de destierro del famoso poeta romano Ovidio, quien pagó allí con pena de exilio perpetuo la famosa imprudencia del carmen et error. No se sabe el motivo de su exilio, quizás porque participó en rituales adivinatorios sobre el destino de Augusto o porque conocía los escarceos amorosos de Julia la Mayor, la hija de Augusto. El caso es que allí compuso sus famosas Tristes y Pónticas, falleciendo a los 60 años, en el año 17.
Plinio el Joven enumeró a Tomis entre las ciudades más bellas del Ponto. Pero las descripciones de Ovidio son menos halagüeñas. Habla de ella como una avanzada en los confines del mundo, en una región salvaje y estéril, donde se hiela hasta el mar durante los interminables inviernos y gravita siempre la amenaza de los bandoleros bárbaros, que aprovechan el Danubio helado para sus incursiones. Ovidio fue a Tomis en un momento en que la situación del bajo Danubio era particularmente tensa. La ciudad era todavía modesta y solo adquiriría importancia con la creación de la provincia romana, convirtiéndose en el mayor centro portuario del mar Negro, mientras se obstruía lentamente el embarcadero de Istria, por los depósitos de arena acumulados por el Danubio.
Tomis, en la segunda mitad del siglo III, conoció una fase de declive como consecuencia de las guerras crónicas contra los godos y carpianos (o carpios) que dañaban gravemente la Moesia Inferior.
Pero en el siglo IV era de nuevo una ciudad floreciente, capital de la provincia reorganizada por Diocleciano y centro de un vasto tráfico marítimo.

## Arqueología

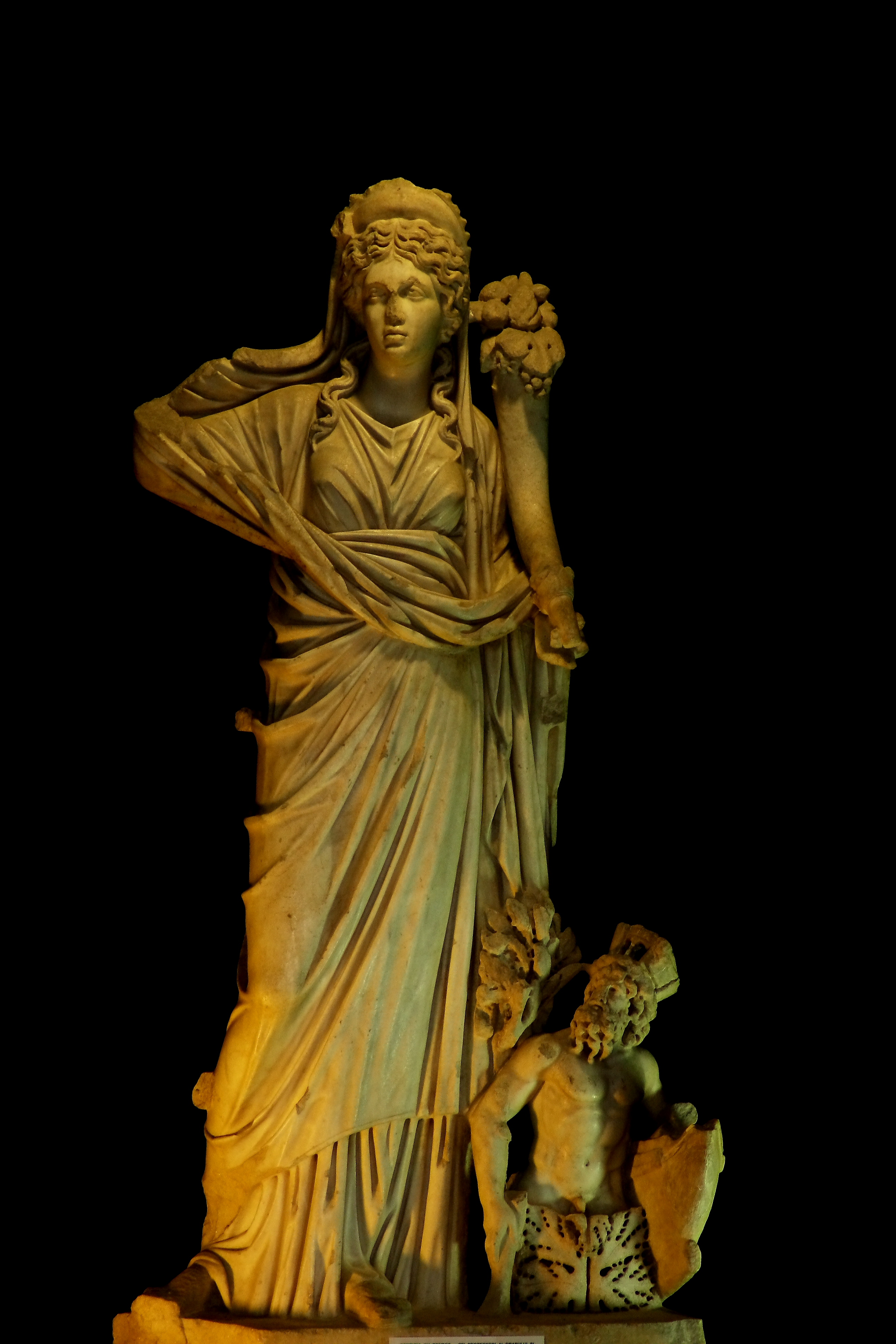
La Fortuna de Tomis. Museo de Constanza.

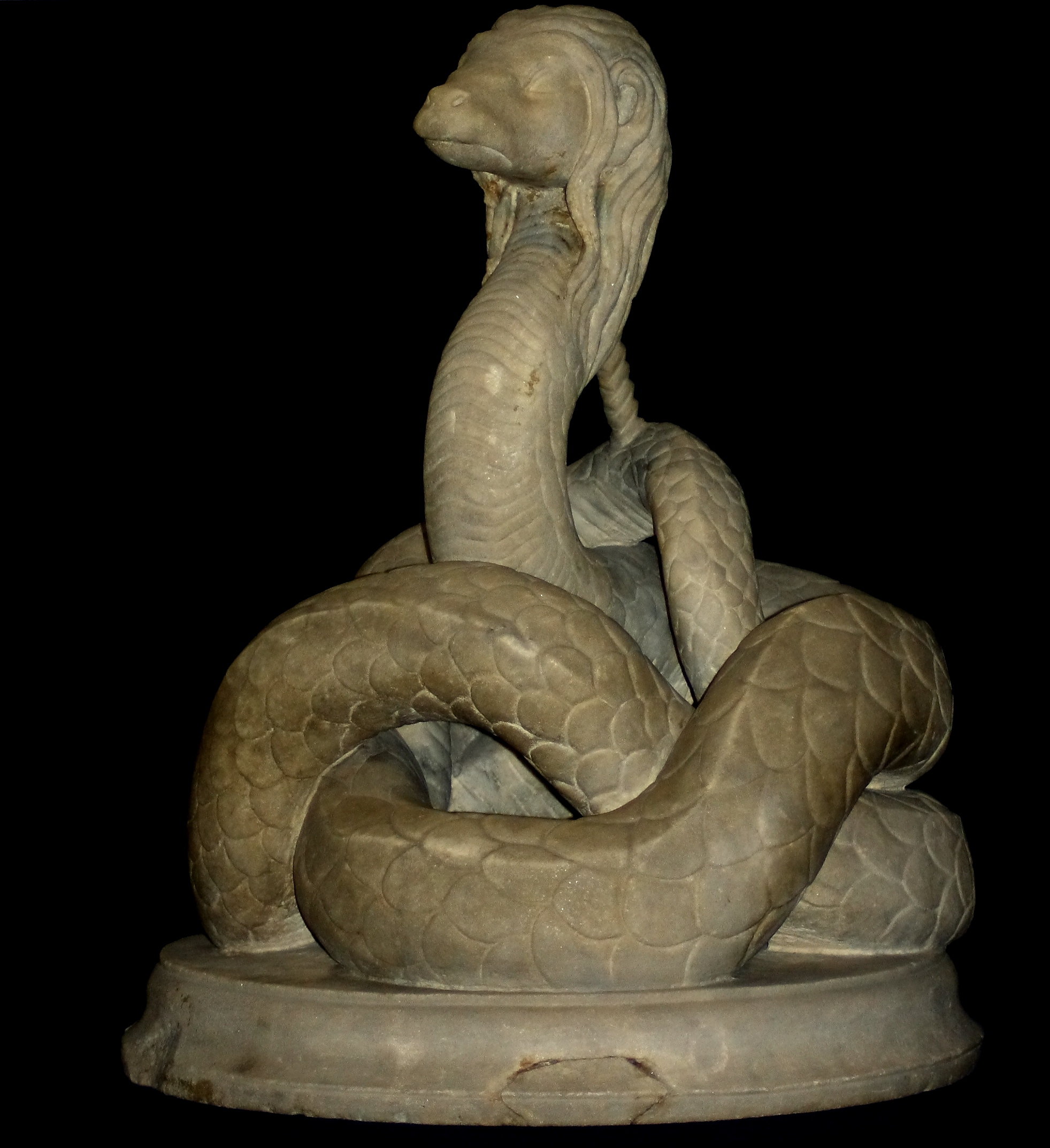
El Glicón de Tomis. Museo de Constanza.

Tomis no es muy conocida desde el punto de vista urbanístico y monumental, pero su prosperidad está atestiguada por el alto nivel artístico, por los numerosos elementos de decoración arquitectónica y fragmentos epigráficos pertenecientes a edificios públicos, por una floreciente industria del vidrio y por el pomposo título de Metrópoli del Ponto, con la que está indicada en las inscripciones.
De excepcional valor para el conocimiento de la cultura ciudadana ha sido un descubrimiento casual de 1962: un depósito de 22 esculturas de mármol escondidas en el momento en el que el cristianismo se convirtió en religión del Imperio romano, pero esculpidas mucho antes, entre los siglos II y III.
Entre las obras más significativas figura la estatua de le Fortuna de Tomis, una majestuosa diosa con la cornucopia. A sus pies, un viejo con corona torreada que mira hacia ella, apoyándose en una proa de nave, representa la personificación del mar. La obra, barroca en la concepción y en el estilo, muestra la influencia de las tendencias artísticas del Asia Menor.
Singular es una estatua de serpiente con cabeza de perro y cabellera humana que representa al milagroso Glicón, que tuvo en el siglo II un culto muy difundido en Asia Menor, nacido de un increíble fraude: un charlatán había tenido la idea de exhibir una serpiente domesticada, haciéndola pasar por una encarnación de Esculapio. 
Del siglo IV data un gran edificio comercial en terrazas, sacado a la luz en el área del puerto, al cual proporcionaba una perspectiva monumental. La primera terraza, que estaba al nivel de los muelles, y la segunda, daban acceso a una serie de estancias abovedadas usadas como depósito de mercancías, que constituían las cimentaciones de la terraza superior. Ésta, situada al nivel del camino, estaba pavimentada en toda su extensión (más de 200 m²) con un mosaico policromado de motivos vegetales y geométricos bastante elaborados, repartidos entre una franja de cornisa y un campo central en registros. El grandioso complejo, frecuentado hasta la invasión ávara del siglo VII, testimonia la acrecentada importancia de Tomis después del traslado de la capital del Imperio a la cercana Bizancio.